# Pterolophia longula
Pterolophia longula là một loài bọ cánh cứng trong họ Cerambycidae.